# Pholcus lingulatus
Espèce
Pholcus lingulatus est une espèce d'araignées aranéomorphes de la famille des Pholcidae.

## Distribution
Cette espèce est endémique du Jilin en Chine,.

## Publication originale
- Gao, Gao & Zhu, 2002 : Two new species of the genus Pholcus from China (Araneae: Pholcidae). Acta Zootaxonomica Sinica, vol. 27, no 1, p. 74-77.